# Barrage de Wadi Dayqah
 (janvier 2016).
Le barrage de Wadi Dayqah est un barrage du Sultanat d'Oman pour l'alimentation en eau potable de Mascate et Qurayyat.